# Thérèse Malengreau
Thérèse Malengreau est une pianiste-concertiste belge, également chercheur en esthétique comparée et auteur de réalisations dans le domaine des relations entre musique, arts graphiques et littérature. Un de ses grands-pères était le compositeur et organiste Paul de Maleingreau, l'autre l’architecte moderniste Raphaël Delville, fils du peintre symboliste Jean Delville.

## Formation
Au Conservatoire royal de Bruxelles, élève de Nicole Henriot-Schweitzer, elle a obtenu des premiers prix de piano, musique de chambre, harmonie écrite, contrepoint, histoire de la musique et analyse musicale ainsi que les diplômes supérieurs de piano et de musique de chambre. Elle a étudié ensuite auprès de Bernard Lemmens, Maria João Pires, Yevgeni Malinin et Leon Fleisher.
À l’Université libre de Bruxelles, elle a obtenu la Licence (Master) en Philologie romane.

## Carrière
Thérèse Malengreau joue régulièrement en Europe, en récital et en musique de chambre, pour des saisons et festivals tels que le Festival van Vlaanderen, le Festival de Wallonie, le Festival de l’Été mosan, Ars musica, le Théâtre royal de la Monnaie, Bozar, Midis-Minimes, Les Rencontres inattendues, le Conservatoire royal de Bruxelles, l'Académie royale de Belgique, Europalia Pologne/Italie/Japon/Indonésie, Stichting Logos, l'Ircam, le Musée Claude-Debussy, les Flâneries musicales de Reims, VPRO-Nederland3 Amsterdam, le Muziekgebouw Frits Philips Eindhoven (nl), l' Auditorio Nacional de Música (Madrid), la Fondation Jehan Alain (Romainmôtier, Suisse) et la Zürich Zentral Bibliothek.
Pour ses récitals et ses concerts-lectures, elle interprète souvent Bach, Beethoven et Liszt et d’autres compositeurs romantiques, certains peu joués tels que Strauss ou Sibelius, mais elle s’attache particulièrement au répertoire fin XIXe siècle – début XXe siècle (français, belge, anglais et germanique) et au domaine contemporain. Elle a joué l’intégrale des pièces pour piano d' Arnold Schönberg, d'Alban Berg et d'Anton Webern et la majorité des œuvres pour piano de Claude Debussy. Elle fait découvrir des pièces peu jouées de Gian-Francesco Malipiero, Abel Decaux, Auguste Dupont, Guillaume Lekeu, Lili et Nadia Boulanger, Arnold Bax, Frank Bridge, Alexander von Zemlinsky, Paul Hindemith, Josef Matthias Hauer, Ludomir Różycki et Zoltán Kodály. Elle a créé des œuvres de Hans Erich Apostel, Léon Boëllmann, Louis Brassin, Maurice Delage, Arthur Hoérée, Charles Koechlin, Paul de Maleingreau, Federico Mompou, Roland-Manuel, Franz Servais, Pierre Vellones, Victor Vreuls.
Dans le domaine contemporain, elle joue régulièrement George Crumb, Franco Donatoni, Morton Feldman, Beat Furrer, Toshio Hosokawa, György Kurtag, György Ligeti, Luigi Nono, Emmanuel Nunes, Hans Otte, Karlheinz Stockhausen, Toru Takemitsu, et Yoshihisa Taïra et a créé des œuvres de Philippe Boesmans, Denis Bosse, Boudewijn Buckinx (en), Ingrid Drèse, Jonathan Harvey, Tom Johnson, Pierre Kolp, Massimo Lauricella, Claude Ledoux, Gérard Pape, Sean Pepperall, Alexandre Rabinovitch, André Riotte, Jean-Marie Simonis, Erzsébet Szőnyi, Adrien Tsilogiannis, Annette Vande Gorne, Hao Fu Zhang.
Son intérêt pour les liens entre musique, arts visuels et littérature guide souvent ses choix et la construction de ses programmes. Plusieurs musées européens et commissaires d’exposition tels que Jan Hoet, Jean Clair et Harald Szeeman ont accueilli ses participations : Musée d’Orsay, Centre Pompidou-Metz, Musée Matisse, Musée Calvet, La Boverie, Musée Jenisch, Marta Herford...
Elle a conçu et réalisé des projets musicaux pour des expositions et des événements d’art contemporain : avec Jan Hoet pour Silent-Listen, Loss of control (MARTa Herford) et Colossal Kunst-Fakt-Fiction (Osnabrücker land : projet avec vidéo) ; avec Jacques Lizène à la Galerie Vilenne (Liège).

## Autres activités
Thérèse Malengreau enseigne l’esthétique comparée des arts à l’Institut Royal d’Histoire de l’Art et d’Archéologie de Bruxelles (IRSHAAB aux Musées royaux d’art et d’histoire) et le piano à l’Académie de musique de Waterloo. Elle a également été professeur à l’Institut des Arts de Diffusion et collaboratrice scientifique à l’Université libre de Bruxelles.
Vice-présidente de la SBAM et membre de la SFAM, elle participe aux travaux de ces sociétés d’analyse musicale et a publié des articles scientifiques dans des revues telles qu'Analyse musicale, Musurgia, Bulletin de la Classe des Beaux-Arts de l’Académie royale des sciences, des lettres et des beaux-arts de Belgique ou Le Français moderne.
Elle a écrit de nombreux textes et essais publiés entre autres dans les livrets de ses CD ou dans les programmes de ses concerts. Des articles de catalogues d’exposition et des articles d’intérêt général complètent sa bibliographie.
Elle a réalisé pour Schott Music l’édition critique de deux volumes de pièces pour piano de Charles Koechlin.
Thérèse Malengreau a composé et enregistré au piano la musique pour un film d’animation (Morgenglanz de Xavier Gorgol) et a conçu la bande-son pour la vidéo Burgundy présentée au French May à Hong Kong. Un de ses enregistrements a été intégré dans un documentaire sur le peintre Rik Wouters (Le Testament de Nel).
En 1999, elle a fondé Libre Esthétique asbl qui rend hommage à La Libre Esthétique, cercle artistique d’avant-garde fondé par Octave Maus en 1894. Cette association soutient le label Miroirs et est coproducteur de plusieurs CD. Elle a organisé plusieurs saisons des Concerts Université de l’Université libre de Bruxelles. Dans ce cadre, elle a collaboré activement à Europalia Pologne et Europalia Italie et avec la RTBF-Musique3.

## Récompenses
- Lauréate Pro Civitate (Belfius Classics)
- Lauréate Rassegna pianistica internazionale F. Liszt Lucca 1990
- Fondation de la Vocation[2]
- Prix Pelemans pour ses interprétations du répertoire musical belge
- Trophée Fuga 2000 de la SABAM.

## Discographie
- Pierre Vellones, Au jardin des Bêtes sauvages, Une aventure de Babar et alii, œuvres pour piano seul et à quatre-mains avec Luc Devos, Cypres records CYP 1611, 1998.
- Maurice Delage, Œuvres pour piano et de musique de chambre, avec Lucienne Van Deyck et ensemble sous la direction de Robert Groslot, 2 CD, Cypres records, CYP 2621, 1998.
- Jean-Marie Simonis, Œuvres pour piano, Cypres records, CYP 4605, 1999
- Parade, clowns et bouffons, Miroirs, LEM 001, 2004 (paru dans le cadre de l’exposition « La grande Parade » des Galeries nationales du Grand Palais, Paris et Musée des Beaux-Arts du Canada). Œuvres de E. Satie, D. Milhaud, M. Ravel, C. Debussy, I. Stravinsky, J. Turina, H. Sauguet, M. Blancafort, L. Durey, G. F. Malipiero, A. Souris, N. Rota…
- Belgium. Musical visions, double CD-livre, Miroirs, LEM 002-003, 2005. Œuvres de C. Debussy, P. Benoit, D.-F. Auber/F. Liszt, R. Wagner/L. Brassin, J. Ryelandt, J. Jongen, M. Schoemaker, J. Ensor, P. Gilson, F. Devreese, L. Frémaux, M. Poot, A. Souris, J.-M. Simonis, A. Baeyens, P. Welfens, G. Scelsi, A. Scriabine, L. Goethals, H. Pousseur, J.-L. Robert, G. Lekeu, C. Franck, D. Lawalrée, B. Buckinx, F. van Rossum, F. Geysen, K. Goeyvaerts, R. D’Haene, J. Fontyn, L. Brewaeys, I. Drese, P. Boesmans.
- André Riotte, Météorite et ses métamorphoses, Naxos Records, Grand Piano Records GP 679
- Franz Liszt, Weihnachtsbaum, Bela Bartók, Colinde, George Crumb, A little Suite for Christmas, Etcetera records KTC 1515, 2014.
- Hans Erich Apostel, Kubiniana, Schemen und Variationen nach Kokoschka Mappe, BIS Records 2405, 2018
- Federico Mompou, Música callada, Libre Esthétique & Soupir Editions, S257, 2022.